# Майдан-Збидньовський
Майдан-Збидньовський (пол. Majdan Zbydniowski) — село в Польщі, у гміні Залешани Стальововольського повіту Підкарпатського воєводства.
Населення — 481 особа (2011).
У 1975—1998 роках село належало до Тарнобжезького воєводства.

## Демографія
Демографічна структура станом на 31 березня 2011 року:
|          | Загалом | Допрацездатний вік | Працездатний вік | Постпрацездатний вік |
| -------- | ------- | ------------------ | ---------------- | -------------------- |
| Чоловіки | 218     | 29                 | 168              | 21                   |
| Жінки    | 263     | 64                 | 140              | 59                   |
| Разом    | 481     | 93                 | 308              | 80                   |